# Snæfellsjökull
Der Snæfellsjökull ['snaiːfɛlsˌjœkʏtl˳] (isländisch für „Schneeberggletscher“) ist ein 1446 m hoher Stratovulkan am westlichen Ende der Halbinsel Snæfellsnes auf Island.
Der Berg hieß ursprünglich Snæfell oder Snjófell, zur Unterscheidung von zwei anderen Bergen dieses Namens wird aber bei ihm die isländische Bezeichnung für Gletscher (jökull) an den Namen gehängt. Er liegt auf dem Gebiet der Gemeinde Snæfellsbær.

## Erstbesteigung
Es gab einige Geschichten aus dem Mittelalter um mutige Männer, die den Berg bestiegen hätten. Unter ihnen befindet sich selbstverständlich der in der Gegend allgegenwärtige Bárður Snæfellsás – dieser ist allerdings als solcher nicht sehr glaubwürdig, sind doch die Geschichten um seine Person allzu volkssagenverdächtig.
Später wurde der Berg wie viele andere vom Aberglauben mit einem Nimbus von Geheimnis und Gefahr umgeben. Es bedurfte der Aufklärer Bjarni Pálsson und Eggert Ólafsson. Diese hielten am 1. Juli 1753 auf den Berg, bewaffnet u. a. mit Kompass, Thermometer und einem Essigfläschchen, für den Fall, dass die Atemluft in dieser enormen Höhe (1446 m) doch etwas zu dünn würde. Aber es gelang, und, wie im Falle der Hekla, gelten sie als die Erstbesteiger des Berges.
Inzwischen ist der Berg ein sehr beliebtes Ziel bei Bergsteigern; jedes Jahr gehen etliche Gruppen hinauf.
Ganz bequem kann man sich auch mit einer umgebauten Pistenraupe rauf zum Gipfel fahren lassen. Da gibt es zwei Pistenbullys mit einer Plattform für Besucher am Heck.

## Höhenmessungen
Mit den Bestimmungen der Höhe des Vulkans hat es eine eigene Bewandtnis: Der Berg galt über viele Jahrhunderte als der höchste Berg von Island. Noch im Jahre 1753 waren die Erstbesteiger Eggert und Bjarni hiervon überzeugt und ihre Messungen ergaben die beachtliche Höhe von 2154 m.
Als man den Berg im Jahre 1804 erneut vermaß, kam man dem heutigen Maß mit 1436 m schon viel näher. Die genaue Höhe des Berges konnte aber erst 1910 ein dänischer Offizier feststellen, der sie auf 1446 m festlegte.

## Geologie
Die Kappe des Stratovulkans bildet ein Gletscher, der eine kleine Caldera ausfüllt, an deren Rand drei kleine Vulkanschlote sitzen.

### Der Vulkan
Der Zentralvulkan ist ca. 700.000 Jahre alt. Insgesamt ist er seit der Eiszeit vor etwa 10.000 Jahren etwa 30 bis 40 mal ausgebrochen. Der letzte bekannte Ausbruch fand vor ca. 1800 Jahren statt. Die meisten der Ausbrüche waren explosiv. Der Krater mit den Schloten erschien beim letzten Ausbruch. Die Asche dieses Ausbruchs findet sich über den ganzen Westen Islands verstreut. Im Norden und Osten findet man eher tertiäre Gesteinsschichten, während die Süd- und Westhänge von nacheiszeitlichen Laven bedeckt sind.

### Vulkansystem des Snæfellsjökull
Auch in der Umgebung des Berges haben beträchtliche Ausbrüche stattgefunden, bei denen viel Lava ausströmte. Die meisten dieser Lavafelder stammen aus der Unruheperiode, die dem letzten großen Ausbruch folgte. Seither gab es hier keinen Ausbruch mehr, aber der Vulkan gilt nach wie vor als aktiv.
Die Krater im Unterland des Berges haben eher basisches Gestein produziert (Basalt), während man in den Lagen der höher gelegenen Krater oft auch saures oder intermediäres Gestein vorfindet (z. B. Rhyolith). Die meisten der Krater liegen im Snæfellsjökull-Nationalpark wie etwa Saxhóll oder Öndverðarneshólar. Das Bárðarlaug bei Hellnar ist ein Krater aus der letzten Zwischeneiszeit. Die Lóndrangar sind Überreste eines Palagonitberges, der im Meer entstand.
Das Vulkansystem des Snæfellsjökull ist ca. 30 km lang und reicht vom Mælifell in Staðarsveit bis nach Öndverðarnes und vielleicht noch weiter ins Meer hinaus. Der Zentralvulkan selbst befindet sich im Westen des Systems. Das bekannte Lavafeld Búðahraun gehört zum System des Snæfellsjökull. Dabei strömte die Lava vor ca. 5000 bis 8000 Jahren aus dem Krater Búðaklettur.

### Der Gletscher
Der Snæfellsjökull ist die einzige Eiskappe Islands, die von Reykjavík aus zu sehen ist. Der Gletscher reicht nahezu bis an den höchsten Punkt des Berges, der einen eisfreien Nunatak darstellt. Am weitesten hinab reicht das Eis beim nordwestlichen Auslassgletscher, dem Blágilsjökull; dort befand sich das Gletscherende im Jahr 2008 auf einer Höhe von 637 m. Im Jahr 2008 wurde mittels Laserscanning (Lidar) eine Fläche von 10 km² ermittelt. 2002 wurde noch eine Fläche von 12,5 km² mittels GPS-basierter Feldmessungen festgestellt. Die Fläche der Eiskappe betrug 1910 noch 22 km², wie auf Basis damaliger Karten festzustellen ist.
Ausgehend von zwei unabhängig voneinander erstellen Digitalen Geländemodellen der Jahre 1999 und 2008 wurde für diesen Zeitraum eine durchschnittliche jährliche Massenbilanz von −1,25 Metern Wasseräquivalent ermittelt. Der Massenverlust des Snæfellsjökull scheint damit etwas geringer als der des Eyjafjallajökull, Tindfjallajökull und Torfajökull, alles relativ kleine Eiskappen. Er entspricht in etwa dem des Langjökull, ist aber größer als der des Hofsjökull und Vatnajökull. Als Grund für das schnellere Abschmelzen des Snæfellsjökull nennt der Geologe Oddur Sigurðsson den Höhenunterschied: Hofsjökull und Vatnajökull liegen ca. 400 bis 500 m höher.
Der Massenverlust betrifft nicht alle Bereiche des Gletschers gleichermaßen. Relativ stabil sind die Bereiche westlich und östlich des Gipfels, wo die Eisdicke im Bereich zwischen 40 und 50 Metern liegt. An Stellen mit dünnem Eis ist zu erwarten, dass sich die Gletscheraktivität einstellt und dort ein sogenanntes Downwasting eintritt, also ein Abschmelzen des Eises an Ort und Stelle aufgrund abgeschnittenem Eisnachschubs. Ein solcher Prozess ist bereits im Nordosten des Snæfellsjökull zu beobachten, wo unterhalb der Gleichgewichtslinie liegende Teile des Gletschers bereits vom restlichen Gletscher abgetrennt wurden.
Aus dem Wasser des Snæfellsjökull speist sich der Wasserfall Klukkufoss.

## Snæfellsjökull-Nationalpark

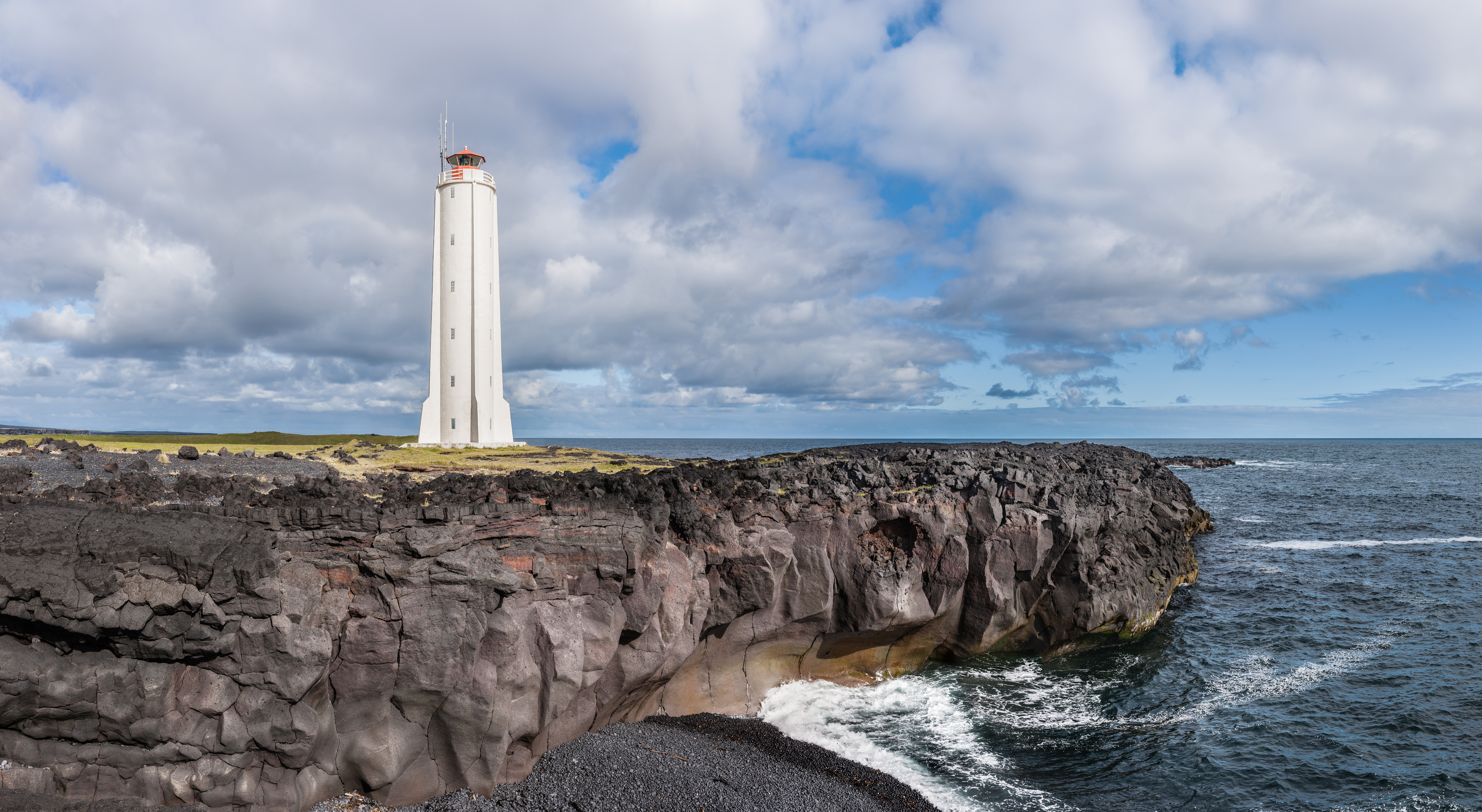
Der Leuchtturm von Malarrif im Snæfellsjökull-Nationalpark

Der Vulkan liegt inmitten des nach ihm benannten Snæfellsjökull-Nationalparks und ist an klaren Tagen oft von Reykjavík aus zu sehen, das in Luftlinie ca. 120 km entfernt liegt. Der Nationalpark wurde 2001 gegründet, um die Naturschätze und Reste menschlicher Siedlungen – wie etwa die Überreste von Winterfischerhütten bei Dritvík – in dem Gebiet zu schützen und der Allgemeinheit zugänglich zu erhalten. Das Hauptbüro befindet sich in Hellissandur, ein Ausstellungsraum seit 2004 in Hellnar.
Viele Reit- und Wanderwege im Nationalparkgebiet sind inzwischen ausgebaut und gekennzeichnet worden, immer mehr Informationstafeln werden aufgestellt.

## Der Berg in der Literatur
Er gilt als einer der berühmtesten Berge der Insel. Dies hat er nicht zuletzt dem französischen Autor Jules Verne zu verdanken, der in seinem Roman Reise zum Mittelpunkt der Erde den Einstieg in die Richtung des Mittelpunktes der Erde im Krater des Snæfellsjökull anlegt. Im Zuge der Dreharbeiten für den gleichnamigen Film  wurde am Vulkan gedreht.
Der isländische Nationaldichter Halldór Laxness hat mit seinem Roman Am Gletscher der Mystik isländischer Landmarken und besonders dem Gletscher ein Denkmal gesetzt.
An vielen Orten rund um den Snæfellsjökull stößt man auf die Spuren der Sagenfigur Bárður Snæfellsás. Die Handlung von zwei weiteren Isländersagas spielt teilweise an diesem Berg: Eyrbyggjasaga und Viglundarsaga.

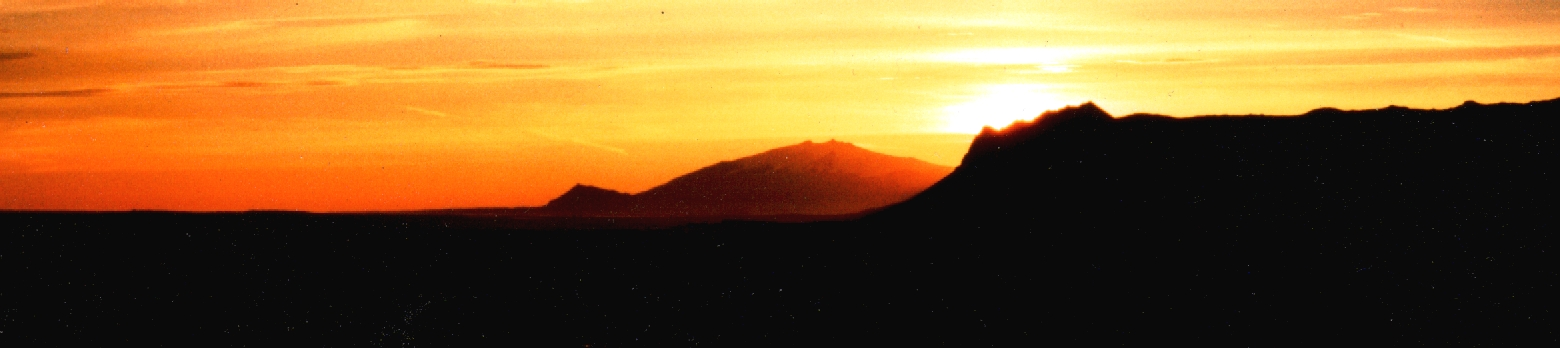
Sonnenuntergang am Berg

## Der Gletscher als Präsidentschaftskandidat 2024
Für die isländischen Präsidentschaftswahlen 2024 schuf eine Gruppe von Aktivisten, Wissenschaftlern und anderen Isländern um die kanadisch-isländische Künstlerin und Wissenschaftlerin Angela Snæfellsjökull Rawlings die Kampagne „Snæfellsjökul fyrir forseta“: Der Gletscher Snæfellsjökull sollte zum Präsidentschaftskandidaten gekürt werden. Die Kampagne argumentierte, der Gletscher erfülle alle Voraussetzungen (z. B. über 35 Jahre alt), und Rawlings lieh ihm ihre Sozialversicherungsnummer, nachdem sie als Zweitnamen den Namen des Gletschers angenommen hatte. Die Aktion wurde in internationalen Medien aufgegriffen. Letztlich gelang es der Kampagne trotz diverser Aktivitäten aber nicht, die erforderlichen 1500 Unterstützer zu gewinnen, um den Gletscher auf die Stimmzettel zu bringen.

## Esoterische Deutungen
Außerdem werden dem Vulkan von Esoterikerseite her Qualitäten als Träger besonderer Kraftfelder zugesprochen; die hier relativ häufigen Lenticularis-Wolken wurden wiederholt als UFO missinterpretiert.

### Zur Geologie
- Haukur Jóhannesson: Yfirlit um jarðfræði Snæfellsness. In: Einar H. Kristjóansson: Lýsing Snæfellsness frá Löngufjörum að Ólafsvíkurenni. Ferðafélag Íslands, árbók 1982, 151–172.

### Belletristik
- Jules Verne: Die Reise zum Mittelpunkt der Erde. Frankfurt am Main: Fischer-Taschenbuch-Verlag 1979, ISBN 3-596-10001-1.
  - Originalausgabe, z. B.: Jules Verne, Voyage au centre de la Terre, une édition intégrale illustrée de 1919, sur le site Gallica, la bibliothèque numérique de la Bibliothèque nationale de France. (französisch)
- Halldór Laxness: Am Gletscher. Steidl 1994, ISBN 3-88243-304-3.
  - Originalausgabe: Halldór Laxness: Kristnihald undir jökli. Helgafell, Reykjavík 1968 (isländisch)

## Weblinks

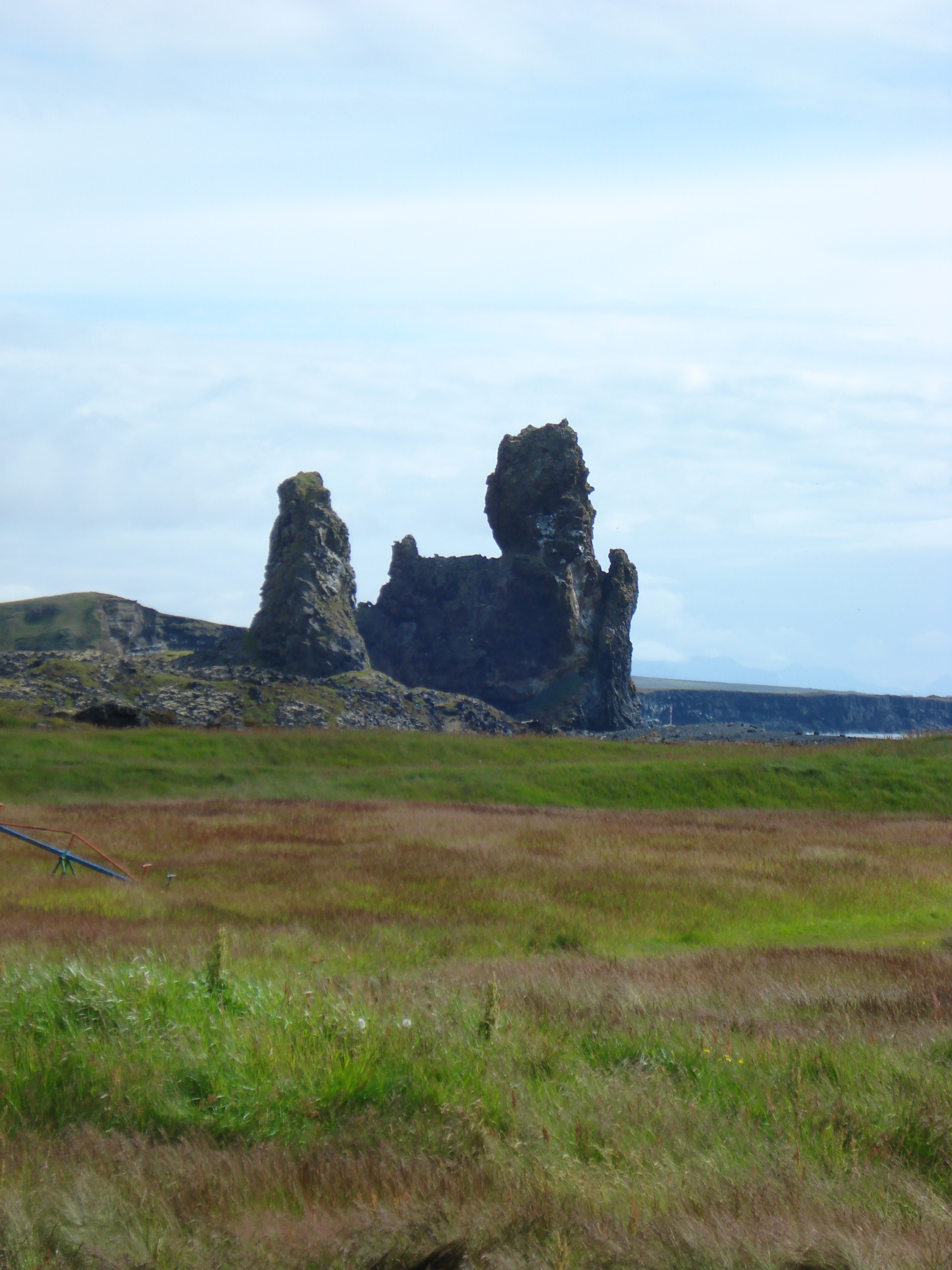
Die Felsnadeln von Malarrif im Snæfellsjökull-Nationalpark, Reste eines Kraters

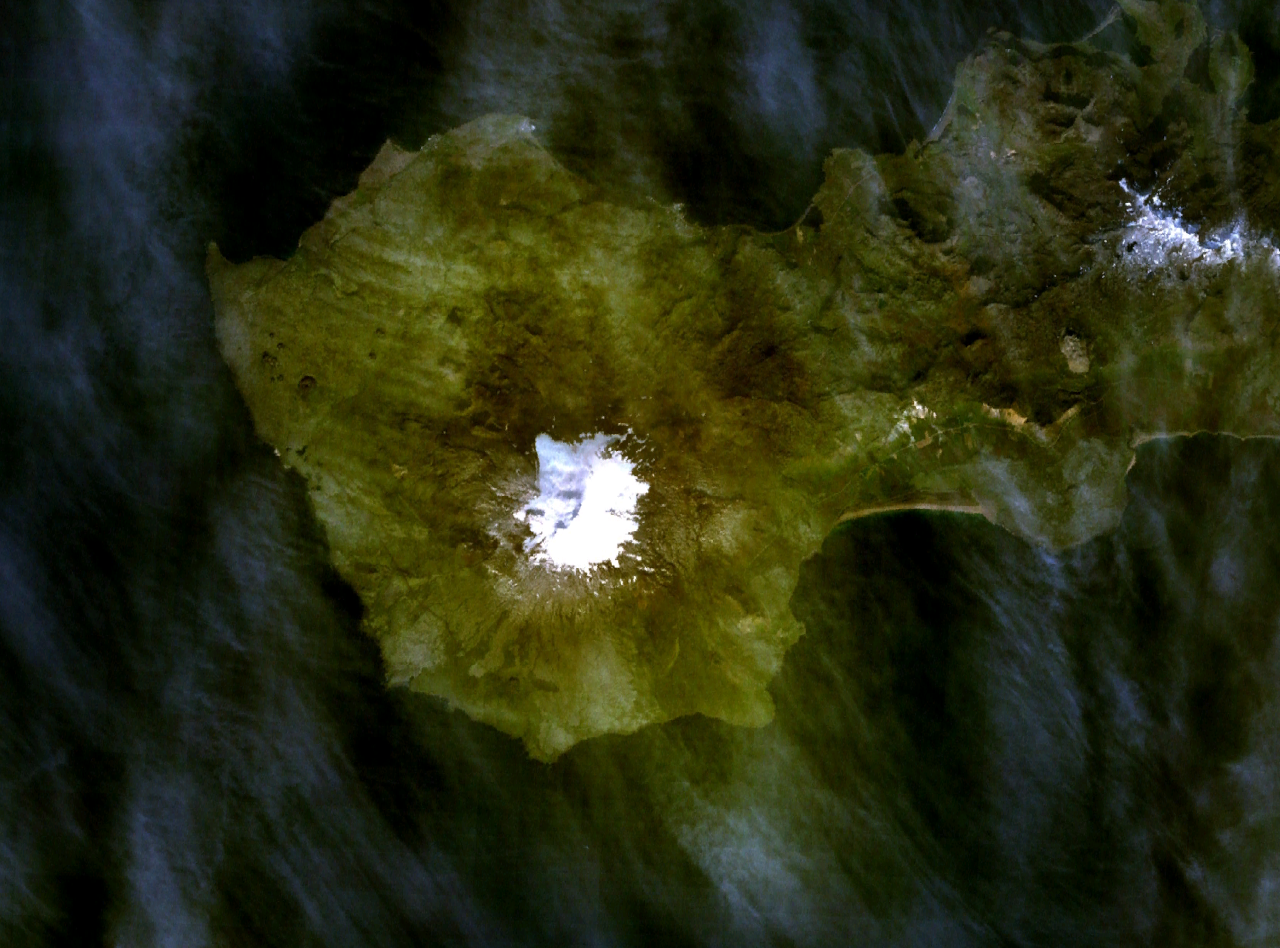
Satellitenaufnahme des Snæfellsjökull und seiner Umgebung

### Zum Nationalpark
- Off. Website des Nationalparks (englisch)
- Nationalparkbroschüre. (PDF; 355 kB; deutsch)

### Wissenschaftliche Abhandlungen

#### Geologie
- Snæfellsjökull im Global Volcanism Program der Smithsonian Institution (englisch)
- F. Fuchs et al.: Seismicity revealed in the Snaefellsnes Volcanic Zone, Iceland. (PDF; 36 kB) EGU General Assembly 2012, held 22-27 April, 2012 in Vienna, Austria, S. 9808 (Abstract, englisch)
- P. G. Langdon, K. E. Barber: New Holocene tephras and a proxy climate record from a blanket mire in northern Skye, Scotland. In: Journal of Quaternary Science, Volume 16, Issue 8, December 2001, S. 753–759, doi:10.1002/jqs.655 (englisch)
- K. T. Smith, F. Sigmundsson, E. Sturkell:  Palaeoenvironmental reconstruction as a tool in hazard assessment: a case study at Snæfellsjökull.  Poster presented at the Natural Science Symposium, University of Iceland, Reykjavík, March 2008. (Risikostudien am Snæfellsjökull, Univ. v. Island) (englisch)
- Thomas Find Kokfelt, Kaj Hoernle, Craig Lundstrom, Folkmar Hauff, Christel van den Bogaard: Time-scales for magmatic differentiation at the Snaefellsjökull central volcano, western Iceland: constraints from U-Th-Pa-Ra disequilibria in post-glacial lavas Geochimica et Cosmochimica Acta. geomar.de, 73 (4), 2009, S. 1120–1144, ISSN 0016-7037, doi:10.1016/j.gca.2008.11.021 (englisch)
- Haraldur Sigurðsson: Blog-Seite zur Geochemie und Petrologie des Vulkans. Geologe (isländisch)
- E. Martin et al.: Crustal thermal state and origin of silicic magma in Iceland: the case of Torfajökull, Ljósufjöll and Snæfellsjökull volcanoes. (Memento vom 15. April 2010 im Internet Archive) Contrib Mineral Petrol (2007) 153:593–605; doi:10.1007/s00410-006-0165-5 (PDF-Datei, englisch)
- Björn S. Hardarson, J. Godfrey Fitton: Increased mantle melting beneath Snaefellsjökull volcano during Late Pleistocene deglaciation. In: Nature. letters to nature, Nature 353, S. 62–64 (5. September 1991), doi:10.1038/353062a0 (Abstract, englisch)
- F.S. Sigurmundsson: Snæfellsjökull, saga og eldvirkni. (PDF; 451 kB) Univ. of Iceland, Nemendarritgerdir, 2008 (isländisch)
- Olgeir Sigmarsson: Influence of tectonism on the composition of acic and basaltic lava. (PDF; 399 kB) Université Blaise Pascal, Clermont-Ferrand, France, école thématique, Iceland in the central northern Atlantic, 11.–14. Mai 2010 (englisch)
- Haraldur Sigurðsson: Jarðskjálftar undir Snæfellsjökli kalla á sjálftamælanet. Blog-Eintrag des Geologen vom 17. April 2012 (isländisch)
- Haraldur Sigurðsson: Dýpi skjálfta undir jöklinum. Blog-Eintrag, 19. April 2012 (isländisch)
- Stefan Wastegård et al.: A new mid-Holocene tephra in central Sweden. In: GFF. Vol. 31, iss. 4, 2009, doi:10.1080/11035890903452662

#### Glaziologie
- Tómas Jóhannesson: The ice cap Snæfellsjökull is thinning rapidly. IMO, 6. Juli 2009 (englisch)
- Tómas Jóhannesson et al.: LIDAR mapping of the Snæfellsjökull icecap, western Iceland. (PDF; 1,5 MB). In: JÖkull. Nr. 61, 2011 (englisch)